# Fear of Tomorrow
Fear of Tomorrow – debiutancki album studyjny duńskiego thrash metalowego zespołu Artillery wydany 9 sierpnia 1985 roku nakładem Neat Records. 

## Lista utworów
1. „Time Has Come” – 5:23
2. „The Almighty” – 4:17
3. „Show Your Hate” – 4:54
4. „King, Thy Name is Slayer” – 3:42
5. „Out of the Sky” – 3:49
6. „Into the Universe” – 3:48
7. „The Eternal War” – 5:28
8. „Fear of Tomorrow” – 3:27
9. „Deeds of Darkness” – 6:41

## Twórcy
- Flemming Rönsdorf – śpiew
- Michael Stützer – gitara solowa
- Jørgen Sandau – gitara rytmiczna
- Morten Stützer – gitara basowa
- Carsten Nielsen – perkusja